# Rakovník
Rakovník (en allemand : Rakonitz) est une ville de la région de Bohême-Centrale, en Tchéquie, et le chef-lieu du district de Rakovník. Sa population s'élevait à 15 682 habitants en 2025.

## Géographie
Rakovník se trouve à 27 km à l'ouest de Kladno et à 50 km à l'ouest du centre de Prague.
La commune est limitée par Olešná et Lišany au nord, par Lužná au nord-est, par Pavlíkov au sud-est, par Lubná au sud, et par Senomaty à l'ouest.

## Histoire
La première mention écrite de la ville date de 1252.
Rakovnik vient du tchèque rak, qui signifie écrevisse. L'écrevisse est l'emblème de la ville et figure sur le blason et le drapeau de Rakovnik .

## Galerie

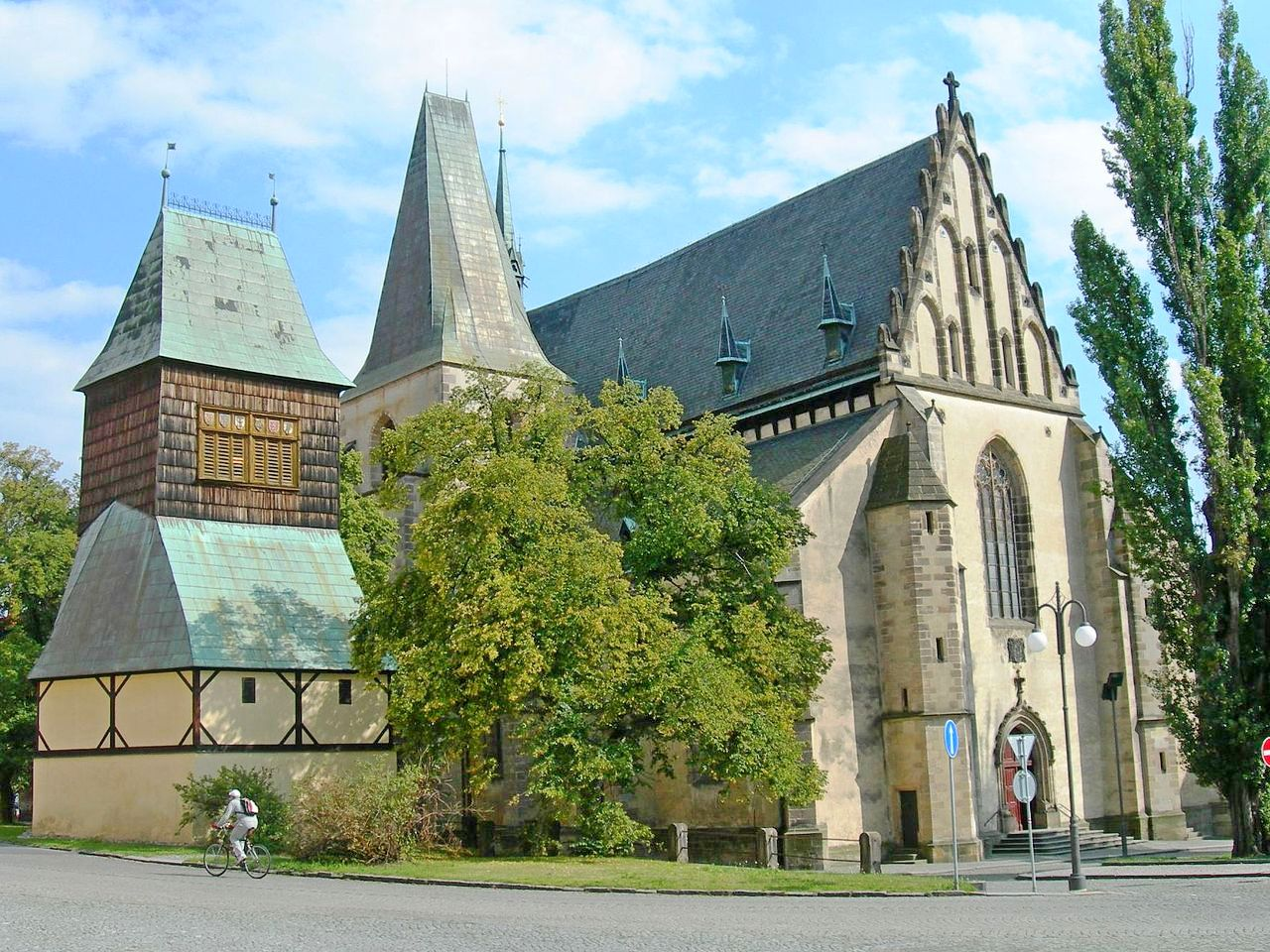
Église Saint-Barthélemy.
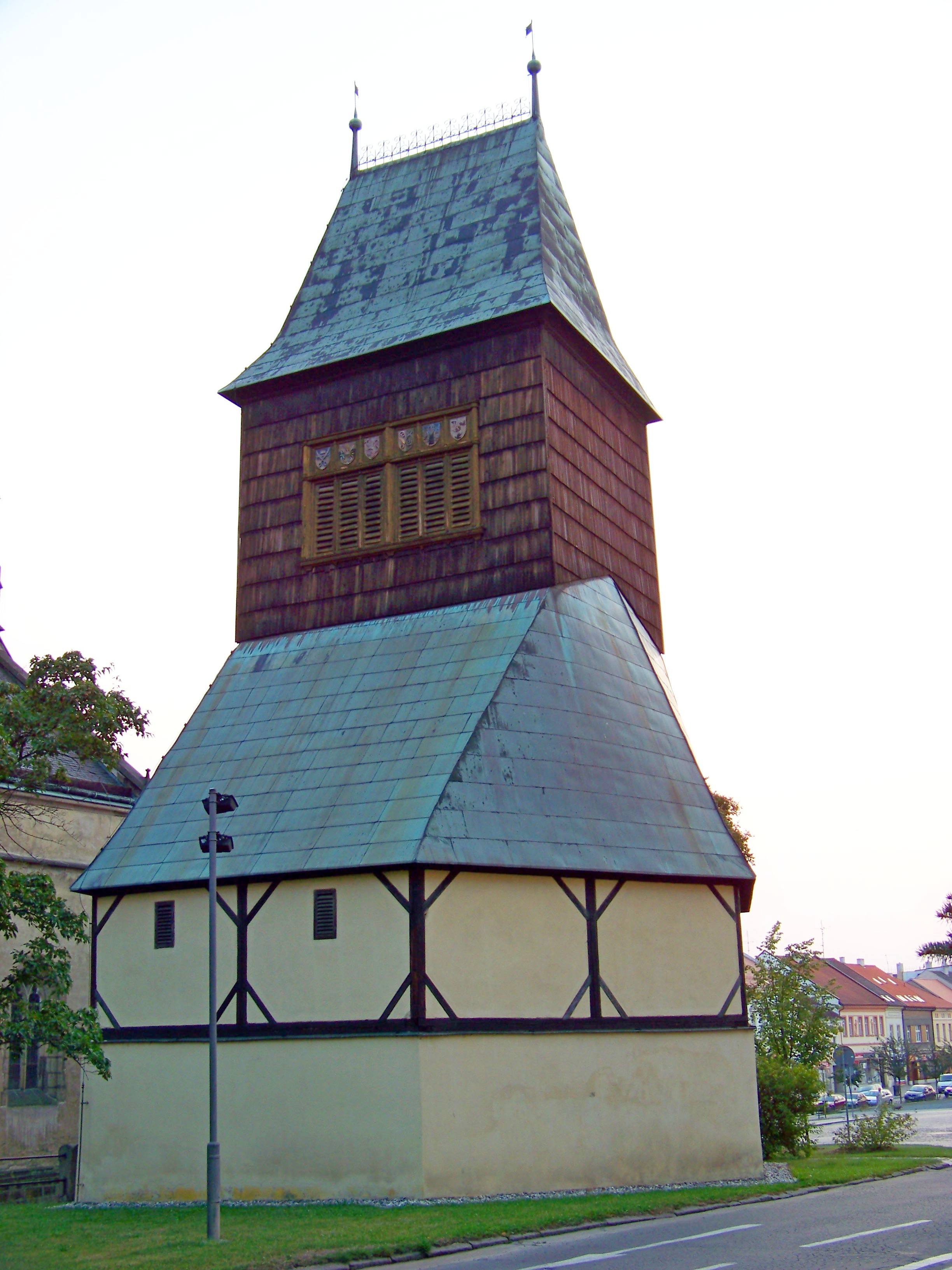
Tour-clocher.

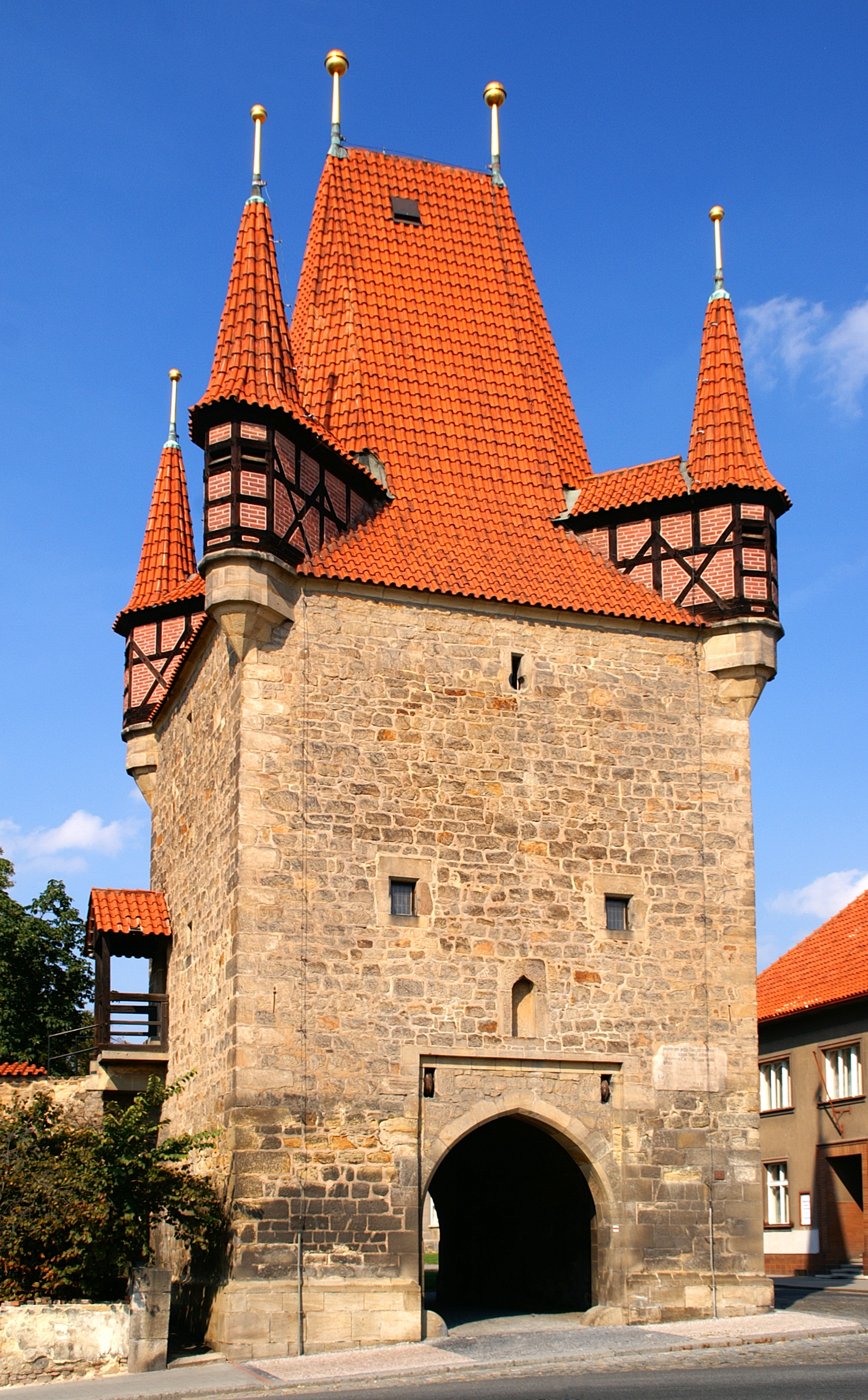
Pražská brána.
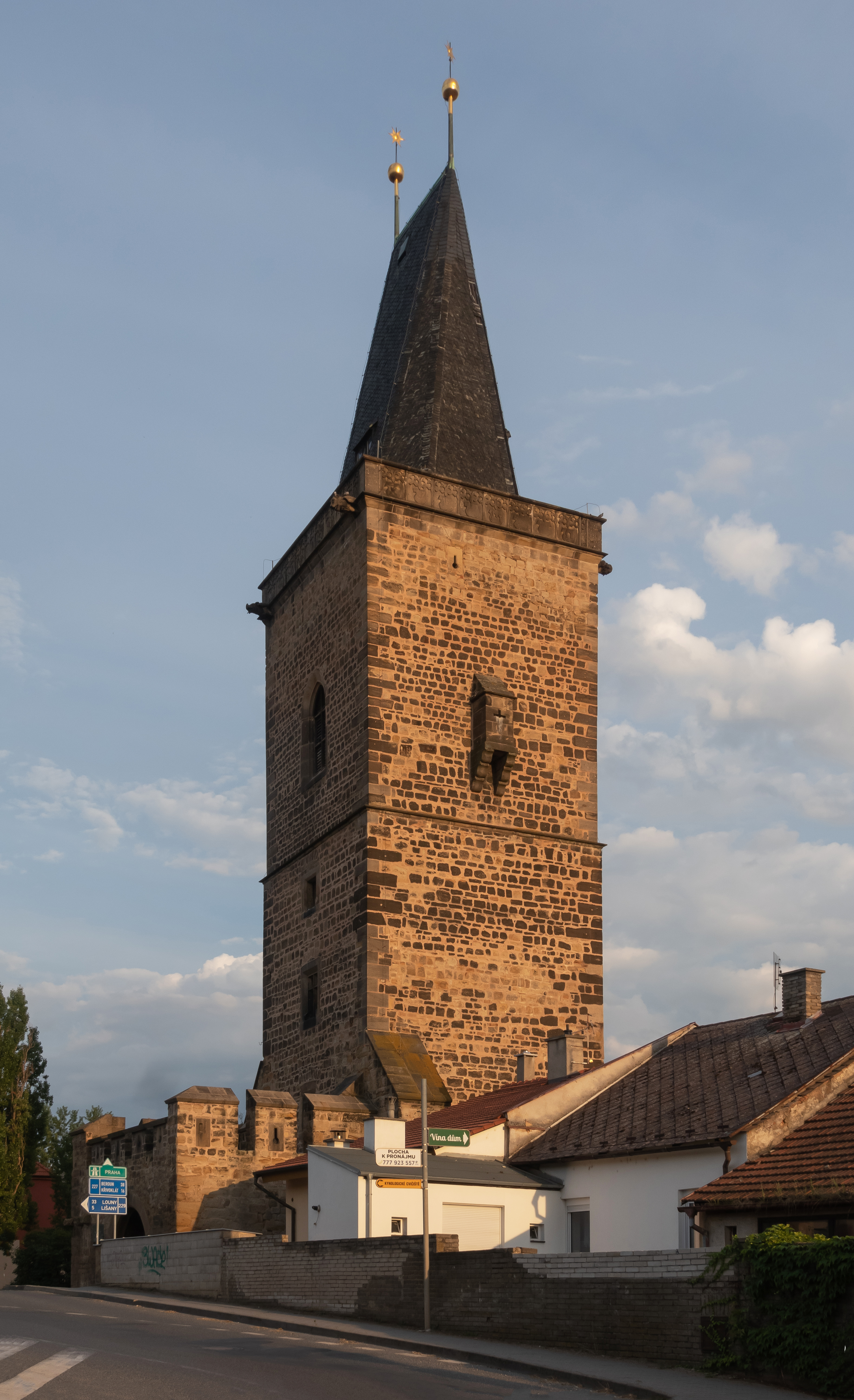
Vysoká brána.
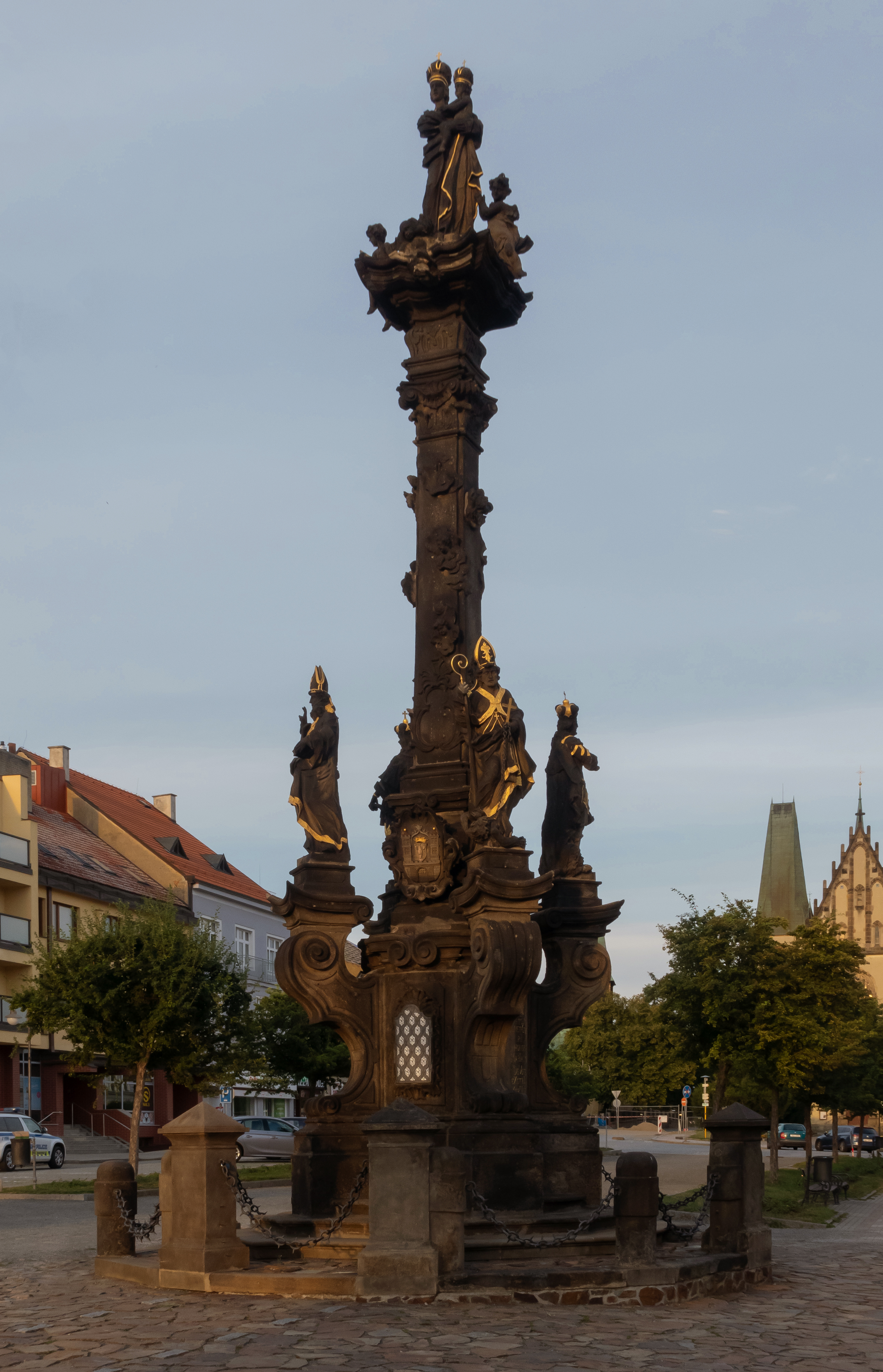
Colonne mariale.

## Population
Recensements ou estimations de la population de la commune dans ses limites actuelles :
| 1869* | 1880* | 1890* | 1900* | 1910* | 1921* |
| ----- | ----- | ----- | ----- | ----- | ----- |
| 4 274 | 5 245 | 5 629 | 6 622 | 8 394 | 8 805 |

| 1930*  | 1950*  | 1961*  | 1970*  | 1980*  | 1991*  |
| ------ | ------ | ------ | ------ | ------ | ------ |
| 11 078 | 11 619 | 11 956 | 13 103 | 16 233 | 17 425 |

| 2001*  | 2011*  | 2016   | 2017   | 2018   | 2019   |
| ------ | ------ | ------ | ------ | ------ | ------ |
| 16 695 | 16 585 | 16 081 | 15 975 | 15 893 | 15 846 |

| 2020   | 2021   | 2022   | 2023   | 2024   | 2025   |
| ------ | ------ | ------ | ------ | ------ | ------ |
| 15 709 | 15 652 | 15 142 | 15 574 | 15 739 | 15 682 |

## Administration
La commune se compose de deux sections :
- Rakovník I
- Rakovník II

## Présentation
La ville possède un stade de football, une patinoire, une piscine, quatre pistes de bowling, deux salles de squash et une demi-douzaine de courts de tennis.
La place centrale regroupe les principales banques, les médecins ainsi que les différentes institutions (la mairie, la poste et la police).
La ville est célèbre pour sa bière, appelée Bakalar, brassée depuis 1454.

## Transports
Par la route, Rakovník se trouve à 35 km de Louny, à 37 km de Kladno et à 60 km de Prague. 

## Jumelages
- Dietzenbach (Allemagne)
- Weert (Pays-Bas)
- Istra (Russie)